# Amaurobius diablo
Amaurobius diablo là một loài nhện trong họ Amaurobiidae.
Loài này thuộc chi Amaurobius. Amaurobius diablo được miêu tả năm 1972 bởi Leech.